# Акантолабрус
Акантолабрус или колючий губан, или губан Паллони (лат. Acantholabrus palloni) — вид лучепёрых рыб семейства губановых. Единственный вид рода Acantholabrus.

## Описание
Может достигать 25 см общей длины тела.

## Места распространения
Встречается у восточного побережья Атлантического океана от Норвегии до Габона, включая Мадейру, Азорские и Канарские острова. Кроме того, распространён в Средиземном и Адриатическом морях. Обитает на твердых поверхностях, особенно в коралловом рифе, на глубинах между 40—50 и 200 м, где он скрывается узких ущельях и пещерах и заплывает в подводные пещеры. Питается беспозвоночными. В Средиземном море, вид, как правило, широко распространён, но очень редко встречается в восточной части Средиземного моря. Не встречается ни в Мраморном море, ни в Чёрном море.

## Статус и угрозы
Несмотря на редкость, этот вид распространён по всему Средиземноморью, а также в восточной Атлантике вдоль побережья Европы и Западной Африки. Серьёзных угроз нет, угроза для этого вида является минимальной, это деградация среды, заиления и эвтрофикация.

## Сохранение
Меры к сохранению вида не принимаются. Тем не менее, он обитает в некоторых морских охраняемых районах.